# Ray Russell (Schriftsteller)
Raymond Robert Russell (geboren am 4. September 1924 in Chicago, Illinois; gestorben am 15. März 1999 in Los Angeles, Kalifornien) war ein amerikanischer Schriftsteller, Autor von Romanen, Kurzgeschichten und Drehbüchern, Redakteur des Playboy und Herausgeber von Anthologien. Er ist vor allem bekannt durch seine Horrorerzählungen, schrieb aber auch Science-Fiction und Krimis.

## Leben
Russell diente während des Zweiten Weltkriegs in der US Air Force im Südpazifik. Nach Kriegsende studierte er von 1947 bis 1948 Musik am Chicago Conservatory of Music und von 1949 bis 1951 am Goodman Memorial Institute. Ab 1954 arbeitete er als Redakteur und Herausgeber beim Playboy. Es ist seinem Einfluss in den frühen Jahren des Playboy zuzuschreiben, dass zahlreiche anerkannte Autoren hier veröffentlichten und dass Science-Fiction und Horror dabei eine wichtige Rolle spielten. Er entdeckte Charles Beaumont und es erschienen hier Erzählungen von Robert Bloch, Ray Bradbury, Fredric Brown, Jack Finney, Richard Matheson, Frederik Pohl, Henry Slesar und Kurt Vonnegut (Welcome to the Monkey House erschien erstmals hier). Außerdem war Russell Herausgeber mehrerer Playboy-Anthologien in den Genres Science-Fiction und Horror.
Als Autor ist Russell vor allem bekannt durch seine Horrorerzählungen, in der Grausamkeit und sadistisch getönte Sexualität oft eine wesentliche Rolle spielen. Sie erschienen 1961 gesammelt als Sardonicus and Other Stories, wobei die Titelgeschichte Sardonicus auch Russells bekannteste Erzählung ist. Sie handelt von einem Mann, dessen Gesicht zu einem grausigen (sardonischen) Grinsen verzerrt ist. Er haust auf einem Schloss in Böhmen, dass die Form eines Schädels hat, zusammen mit seiner Frau Maude, der Jugendliebe des englischen Arztes Cargrave, dessen Spezialgebiet rein zufällig Muskelerkrankungen und die Behandlung von Verkrampfungen ist. Maude bittet Cargrave in einem Brief, ihren Mann zu behandeln und Cargrave reist nach Böhmen. Die Einleitung erinnert dabei stark an die Umstände von Jonathan Harkers Reise nach Transsylvanien in Bram Stokers Dracula. Es ist ein Kennzeichen Russellschen Horrors, dass er sowohl in Stil als auch in Handlung gern Elemente des klassischen Schauerromans (gothic tale) aufnimmt. Der Arzt erkennt schließlich, dass die Krankheit seines Gastgebers keine physischen, sondern psychische Ursachen hat. Sardonicus zwingt aber den Arzt zu einer Behandlung mit dem von Cargrave entwickelten Muskelrelaxans, indem er Maude bedroht. Die Behandlung wirkt, obwohl Cargrave nur Wasser injiziert hat – ein klassischer Placeboeffekt. Cargrave verlässt zusammen mit Maude das Schloss. Später erfährt man, dass Sardonicus zwar das Grinsen verloren hat, aber auch die Kontrolle über seine Kiefermuskulatur und infolgedessen langsam verhungert ist.
Russell veröffentlichte zwar auch in Genre-Magazinen wie etwa The Magazine of Fantasy and Science Fiction, der Großteil erschien aber im Playboy und vergleichbaren Magazinen wie Esquire, wo Russell 1953 seine erste Kurzgeschichte The Lesser Sin veröffentlichte. 1962 erschien Russells erster Roman The Case against Satan, in dem es ganz ähnlich wie in William Peter Blattys fast zehn Jahre später erschienenem und durch die Verfilmung wesentlich bekannterem Roman Der Exorzist um einen Fall anscheinender dämonischer Besessenheit eines jungen Mädchens geht, und auch hier ist ein junger Priester der Protagonist und sein Kampf gegen Satan das Zentrum der Handlung.
In den 1960er Jahren schrieb Russell auch eine Reihe von Drehbüchern, darunter das Drehbuch zur Verfilmung seiner Erzählung Sardonicus als Mr. Sardonicus durch William Castle (1961, deutsch Der unheimliche Mr. Sardonicus) und das Drehbuch zu Roger Cormans Poe-Verfilmung Lebendig begraben zusammen mit dem von ihm entdeckten Charles Beaumont.
Russell heiratete 1950 Ada Beth Szczepanski, mit der er zwei Kinder hatte. 1999 starb er im Alter von 75 Jahren infolge von Komplikationen eines Schlaganfalls.

## Auszeichnungen
- 1991: World Fantasy Award für das Lebenswerk
- 1993: Bram Stoker Award für das Lebenswerk
- 2004: World Fantasy Award für Tartarus Press (mit Rosalie Parker)
- 2015: World Fantasy Award für Tartarus Press (mit Rosalie Parker)

## Bibliografie
Wird bei Kurzgeschichten als Quelle nur Titel und Jahr angegeben, so findet sich die vollständige Angabe unter Sammlungen.
Romane
- The Case against Satan (1962)
- The Colony (1969)
- Sagittarius (1971)
- Incubus (1976)
- The Bishop’s Daughter (1981)
- Absolute Power (1992)

Sammlungen 
- Sardonicus and Other Stories (1961)
  - Deutsch: Sardonicus. Heyne Allgemeine Reihe #880, 1971.
- Unholy Trinity (1964)
- Prince of Darkness (1971)
- Sagittarius (1971)
- The Book of Hell (1980)
- The Devil’s Mirror (1980)
- Haunted Castles: The Complete Gothic Tales of Ray Russell (1985)

Anthologien (als ungenannter Herausgeber)
- The Playboy Book of Science Fiction and Fantasy (1966)
- The Playboy Book of Horror and the Supernatural (1967)
- Playboy’s Stories of the Sinister and Strange (1969)
- The Dead Astronaut (1971)
- The Fiend (1971)
- From the “S” File (1971)
- The Fully Automated Love Life of Henry Keanridge (1971)
- Last Train to Limbo (1971)
- Masks (1971)
- Transit of Earth (1971)
- Weird Show (1971)

The Exploits of Argo (Kurzgeschichtenserie)
- 1 The Black Elixir (1961)
- 2 The Long Night (1961)
- Die Heldentaten des Argo. In: Sardonicus. 1971.

Kurzgeschichten
- The Lesser Sin (1953)
- The Pleasure Was Ours (1955)
  - Deutsch: Unser war die Freude. In: Sardonicus. 1971.
- Last Will and Testament (1956)
  - Deutsch: Letzter Wille und Testament. In: Sardonicus. 1971.
- Take a Deep Breath (1956)
  - Deutsch: Holen Sie tief Luft. In: Sardonicus. 1971.
- Put Them All Together, They Spell Monster (1956)
- Take Your Seats (1957)
- Incommunicado (1957)
  - Deutsch: Nicht kommunizierbar. In: Sardonicus. 1971.
- Montage (1958)
  - Deutsch: Montage. In: Sardonicus. 1971.
- The Cage (1959)
  - Deutsch: Der Käfig. In: Sardonicus. 1971.
- The Sword of Laertes (1959)
  - Deutsch: Das Schwert des Laertes. In: Sardonicus. 1971.
- The Rosebud (1959)
  - Deutsch: Evolution. In: Sardonicus. 1971.
- Ounce of Prevention (1960)
  - Deutsch: Eine kleine Vorbeugungsmaßnahme. In: Sardonicus. 1971.
- His Father’s House (1960)
  - Deutsch: Seines Vaters Haus. In: Sardonicus. 1971.
- The Actor (1960)
  - Deutsch: Der Schauspieler. In: Sardonicus. 1971.
- Booked Solid (1961)
  - Deutsch: Ausgebucht. In: Sardonicus. 1971.
- I Am Returning (1961)
  - Deutsch: Ich kehre zurück. In: Sardonicus. 1971.
- London Calling (1961)
  - Deutsch: Hier spricht London. In: Sardonicus. 1971.
- Sardonicus (1961)
  - Deutsch: Sardonicus. In: Sardonicus. 1971.
- The Room (1961)
  - Deutsch: Das Zimmer. In: Sardonicus. 1971.
- Space Opera (1961)
  - Deutsch: Space Opera. In: Isaac Asimov, Martin H. Greenberg, Joseph Olander (Hrsg.): Sternenpost: 1. Zustellung. Moewig (Playboy Science Fiction #6733), 1983, ISBN 3-8118-6733-4.
- Sagittarius (1962)
- A Message from Morj (1963)
- A Night in the Byzantine Palace (1963)
- And I Mean That Sincerely! (1964)
- Naked in Xanadu (1964)
- The Better Man (1966)
- A Most Miraculous Organ (1966)
- Sanguinarius (1967)
- The Runaway Lovers (1967)
- Comet Wine (1967)
  - Deutsch: Kometenwein. In: Terry Carr (Hrsg.): Jenseits aller Träume. Pabel (Terra Fantasy #74), 1980.
- Ripples (1967)
- Domino (1967)
- Here Comes John Henry! (1968)
- Time Bomb (1968)
- Yesterdays (1969)
- A Whole New Ball Game (1969)
- The Man Who Spoke in Rhyme (1969)
- Variant: The Vendetta (1969)
- The Darwin Sampler (1970)
- Acres of Bread (1970)
- The Freedom Fighter (1970)
- Xong of Xuxan (1970)
- The Prince of Darkness (1971)
- The Fortunes of Popowcer (1971)
- Quoth the Raven (1973)
- The Most Primitive (1973)
- Lethal Labels (1974)
- The Charm (1974)
- Captain Clark of the Space Patrol (1976)
- Evil Star (1976)
- Mirror, Mirror (1977)
- Ghost of a Chance (1978)
- The Hell You Say (1978)
- The Humanic Complex (1978)
  - Deutsch: Bei wem wäre mehr Recht?. In: Isaac Asimov, Martin Harry Greenberg, Joseph D. Olander (Hrsg.): Feuerwerk der SF. Goldmann (Edition ’84): Die positiven Utopien #8, 1984, ISBN 3-442-08408-3.
- Dorian Black (1980)
- Meaningful Dialogue (1980)
- Rational Moments (1980)
- The Wine of Life (1980)
- Avenging Angel (1980)
- God Will Provide (1980)
- Skin Deep (1980)
- The Devil’s Mirror (1980)
- The Great Earth Centauri Galactic Postal System (1980)
- The World of Lights (1980)
- Unholy Travesty (1980)
- The Red Death (1982)
- Czadek (1984)
- The Secret of Rowena (1985)
- The Black Wench (1985)
- STUD (1986)
- The Bell (1986)
- American Gothic (1987)
- Ding-Dong, the Lizard’s Dead (1987)
- The Kolarized King Kong Kaper (1987)
- Reflections (1989)
- The Collapse of Civilization (1991)
- The Little Snakes of Tara (1994)
- The Way of a Man with a Maid (1999)
- A Ghost Can Be Born (2005)
- Company (2009)
- Mathilde (2011)

## Filmografie
- 1961: Der unheimliche Mr. Sardonicus (Mr. Sardonicus, Drehbuch nach seiner eigenen Kurzgeschichte)
- 1962: Lebendig begraben (Drehbuch zusammen mit Charles Beaumont, basierend auf Edgar Allan Poes Kurzgeschichte The Premature Burial)
- 1962: Zotz! (Drehbuch, basierend auf Walter Karigs gleichnamigem Roman)
- 1963: The Horror of It All (Drehbuch)
- 1963: Der Mann mit den Röntgenaugen (X, Drehbuch zusammen mit Robert Dillon)
- 1966: Die Schreckenskammer (Chamber of Horrors, Drehbuch von Stephen Kandel nach einer Kurzgeschichte von Russell)
- 1982: The Incubus (Drehbuch von George Franklin nach dem Roman von Russell)
- 2019: Tennessee Gothic (Drehbuch von Jeff Wedding nach einer Kurzgeschichte von Russell)